# Копловиц, Эстер
Донья Эстер Копловиц-и-Ромеро де Хусеу (исп. Esther María Koplowitz y Romero de Juseu; род. 10 августа 1950, Мадрид) — испанская аристократка, миллиардерша и филантроп, 7-я маркиза де Каса Пеньяльвер (с 1968).
Собственный капитал Эстер Копловиц равняется приблизительно 3,3 миллиардам долларам (по данным журнала Forbes за период 2008 года).

## Биография
Эстер родилась в Мадриде 10 августа 1950 года. Старшая дочь Эрнеста Копловица, еврейского бизнесмена из Верхней Силезии, и кубинской аристократки Эстер Ромеро де Хосеу и Арментерос. Она — старшая из дочерей (её младшая сестра Алисия родилась в 1954 году).
После смерти матери Эстер и Алисия «унаследовали» её аристократические титулы, несмотря на то, что титулы по женской линии не передаются. Алисия стала маркизой де Бельявиста и маркизой дель Реаль Сокорро, а её старшая сестра, Эстер, получила титул маркизы де Каса Пеньяльвер.
Вначале отец Алисии работал в немецкой компании в области электротехники AEG, а в 1952 году он при поддержке немецкого друга покупает строительную фирму «Строительство и ремонт» (Construcciones y Reparaciones), которую он затем переименовал в Construcciones у Contratas SA (CYCSA). После строительного бума в Испании в 1960-х годах его компания стала процветать.
В 1962 году отец Эстер погиб от падения с лошади в спортивном клубе «Club de Campo Villa de Madrid», её мать наняла Рамона Аресеса, близкого друга её отца и президента El Corte Inglés, крупнейшей сети универмагов в Европе, для продвижения компании CYCSA. В 1968 году мать Алисии умерла от рака.
В 1969 году Эстер Копловиц вышла замуж за бизнесмена Альберто Алькосер (род. 1942), а через шесть месяцев её сестра Алисия стала женой другого испанского бизнесмена Альберто Кортина (род. 1947), двоюродного брата Алькосера. Альберто Кортина был сыном Педро Кортина Маури, министра иностранных дел в период диктатуры Франсиско Франко и основателя пивного бренда «Сан-Мигель». Альберто Алькосер и Альберто Кортина — выходцы из знатного испанского рода. Оба — миллиардеры, чрезвычайно известны и часто их называют просто — Альберты.
Мужья Эстер и Алисии стали совместно руководить семейным бизнесом. Когда же случился практически одновременный развод сестер, Алисия и Эстер превратились в единовладелиц фирмы.
В 1990 году Алисия развелась со своим мужем Альберто Кортина после того как он был сфотографирован папарацци в 1989 году с другой женщиной (Марта Чаварри, тогда жена Фернандо Фалько, маркиза де Кубас). В том же году Эстер обнаружила, что у её мужа Альберто Алькосера роман на стороне и развелась с ними через полгода. В 2003 году маркиз Фернандо Фалько женился на Эстер Копловиц.
В 1990 году сестры Эстер и Алисия вернулись в совет директоров компании CYCSA и заняли места своих бывших мужей. Их мужья получили право собственности на крупную финансовую компанию Banco Zaragozano в рамках бракоразводного процесса. В 1992 году CYCSA объединилась с Fomento de Obras y Construcciones, S.A. (FOCSA), став крупнейшей строительной компанией в Испании. Компания была переименована в Fomento de Construcciones y Contratas.
Эстер Копловиц является вице-президентом совета директоров крупнейшей испанской строительной компании Fomento de Construcciones у Contratas (FCC), в которой работают 90 тысяч человек. Она также занимает крупные должности в нескольких национальных и международных компаниях, например, вице-президент совета директоров Cementos Portland Valderrivas и бывший член правления французской компании Veolia Environnement.
Большое внимание СМИ уделяют её благотворительной деятельности. Её фонд Esther Koplowitz Foundation регулярно оказывает финансовые поддержки множеству организаций и учреждений. Фонд помогает пожилым, инвалидам, беспомощным людям, а также — детям, иммигрантам и прочим, кто остро нуждается в помощи. Фонд обеспечивает поддержку строительства некоторых благотворительных заведений для пожилых и бездомных людей. Одно из них располагается в Мадриде и представляет собой учреждение на 140 мест. Другое — на 137 мест — находится в Барселоне. Ещё одно — в Валенсии (это заведение особенное — предназначено для людей с психическими и физическими отклонениями).
В настоящее время Эстер Копловиц строит центр для студентов (проходящим интернатуру), а также — не так давно — пожертвовала немалую сумму Медицинскому фонду в Барселоне.
За столь обширную благотворительную деятельность Эстер была награждена в июле 2001 года крестом за гражданские заслуги. Кроме того, она получила золотую медаль Golden Medal of the Royal Academy of History и серебряный крест Order of the Merit of the Guardia Civil.

## Титулы
Эстер и Алисия унаследовали дворянские титулы от своей матери. Эстер стала графиней де Каса Пеньяльвер и маркизой де Кампо Флоридо. В настоящее время эти титулы принадлежат её двум дочерям — Кармен Алькосер Копловиц (теперь графиня де Каса Пеньяльвер) и Алисии Алькосер Копловиц (теперь маркиза де Кампо Флоридо). Её младшая сестра Алисия является маркизой де Бельявиста.
В июне 2003 года Эстер Копловиц вторично вышла замуж за Фернандо Фалько и Фернандеса де Кордова (род. 1939), 3-го маркиза де Кубас, и стала носить титул маркизы де Кубас.

## Семья
От первого брака с Альфонсо Алькосером у Эстер родилось три дочери:
- Эстер Алькосер Копловиц, старшая дочь и с января 2013 года президент совета директоров компании «Fomento де Construcciones у Contratas (FCC)»
- Кармен Алькосер Копловиц, с 11 июля 2006 года графиня де Каса Пеньяльвер
- Алисия Алькосер Копловиц, с 13 мая 2003 года маркиза де Кампо Флоридо